# 1994年イギリスグランプリ
1994年イギリスグランプリ(1994 British Grand Prix)は、1994年F1世界選手権の第8戦として、1994年7月10日にシルバーストン・サーキットで開催された。

## 予選
スペインGP前のテスト中にペドロ・ラミー（ロータス）が高速のアビーカーブでクラッシュし重傷を負ったことから、アビーカーブがシケインに変更された。
予選ではデイモン・ヒル（ウィリアムズ）が3度目の母国GPで初めてのポールポジションを獲得した。初日暫定ポールのミハエル・シューマッハ（ベネトン）は1000分の3秒及ばず2位。ヒルはシューマッハのラストアタックをピットで見届け、ポールが決定した瞬間にはジョージー夫人と抱き合って喜んだ。
新型エンジンを投入したフェラーリ勢がセカンドロウに並んだ。フェラーリのゲルハルト・ベルガーは2度目のアタックではミカ・ハッキネン（マクラーレン）に邪魔され、ラストアタックに挑もうとした際、ピットレーン出口のガードレールに接触するという凡ミスでフロントタイヤがパンクし、ポール獲得のチャンスをふいにした。

### 予選結果
| 順位 | No | ドライバー                       | チーム                 | タイム   | 差     |
| ---- | -- | -------------------------------- | ---------------------- | -------- | ------ |
| 1    | 0  | デイモン・ヒル                   | ウィリアムズ・ルノー   | 1'24.960 | —      |
| 2    | 5  | ミハエル・シューマッハ           | ベネトン・フォード     | 1'24.963 | +0.003 |
| 3    | 28 | ゲルハルト・ベルガー             | フェラーリ             | 1'24.980 | +0.020 |
| 4    | 27 | ジャン・アレジ                   | フェラーリ             | 1'25.541 | +0.581 |
| 5    | 7  | ミカ・ハッキネン                 | マクラーレン・プジョー | 1'26.268 | +1.308 |
| 6    | 14 | ルーベンス・バリチェロ           | ジョーダン・ハート     | 1'26.271 | +1.311 |
| 7    | 2  | デビッド・クルサード             | ウィリアムズ・ルノー   | 1'26.337 | +1.377 |
| 8    | 3  | 片山右京                         | ティレル・ヤマハ       | 1'26.414 | +1.454 |
| 9    | 8  | マーティン・ブランドル           | マクラーレン・プジョー | 1'26.768 | +1.808 |
| 10   | 6  | ヨス・フェルスタッペン           | ベネトン・フォード     | 1'26.841 | +1.881 |
| 11   | 4  | マーク・ブランデル               | ティレル・ヤマハ       | 1'26.920 | +1.960 |
| 12   | 15 | エディ・アーバイン               | ジョーダン・ハート     | 1'27.065 | +2.105 |
| 13   | 30 | ハインツ＝ハラルド・フレンツェン | ザウバー・メルセデス   | 1'27.284 | +2.324 |
| 14   | 23 | ピエルルイジ・マルティニ         | ミナルディ・フォード   | 1'27.522 | +2.562 |
| 15   | 25 | オリビエ・パニス                 | リジェ・ルノー         | 1'27.785 | +2.825 |
| 16   | 10 | ジャンニ・モルビデリ             | フットワーク・フォード | 1'27.886 | +2.926 |
| 17   | 24 | ミケーレ・アルボレート           | ミナルディ・フォード   | 1'28.100 | +3.140 |
| 18   | 29 | アンドレア・デ・チェザリス       | ザウバー・メルセデス   | 1'28.212 | +3.252 |
| 19   | 11 | アレッサンドロ・ザナルディ       | ロータス・無限ホンダ   | 1'28.225 | +3.265 |
| 20   | 9  | クリスチャン・フィッティパルディ | フットワーク・フォード | 1'28.231 | +3.271 |
| 21   | 12 | ジョニー・ハーバート             | ロータス・無限ホンダ   | 1'28.340 | +3.380 |
| 22   | 20 | エリック・コマス                 | ラルース・フォード     | 1'28.519 | +3.559 |
| 23   | 25 | エリック・ベルナール             | リジェ・ルノー         | 1'28.955 | +3.995 |
| 24   | 19 | オリビエ・ベレッタ               | ラルース・フォード     | 1'29.299 | +4.339 |
| 25   | 31 | デビッド・ブラバム               | シムテック・フォード   | 1'30.690 | +5.730 |
| 26   | 32 | ジャン＝マルク・グーノン         | シムテック・フォード   | 1'30.722 | +5.762 |
| DNQ  | 34 | ベルトラン・ガショー             | パシフィック・イルモア | 1'31.496 | +6.536 |
| DNQ  | 33 | ポール・ベルモンド               | パシフィック・イルモア | 1'32.507 | +7.547 |

## 決勝

### 決勝展開
スタート前のフォーメーションラップ中、隊列を先導するヒルをシューマッハが追い越す場面が2度あった。レギュレーション上ではこのような場合、シューマッハは最後尾グリッドに回らなければならないが、シューマッハはこれを無視して2番グリッドに。この些細な行為が後にこの年のチャンピオンシップの行方を左右する大問題に発展する。
レース開始前後にイギリス人ドライバーたちがアクシデントやトラブルに見舞われた。スタート直前に7番グリッドのデビッド・クルサード（ウィリアムズ）がエンジンストール。スタート手順は仕切り直しとなり、クルサードは最後尾にまわされた。2度目のフォーメーションラップではエディ・アーバイン（ジョーダン）が始動できずリタイア。そして、スタートシグナルが灯った瞬間、マーティン・ブランドル（マクラーレン）のマシンのプジョーエンジンが真っ赤な炎を吐いて息絶えた。
レースは予想通りヒルとシューマッハの2台が先行し、3位のベルガー以下、ルーベンス・バリチェロ（ジョーダン）、ジャン・アレジ（フェラーリ）、ヨス・フェルスタッペン（ベネトン）、ミカ・ハッキネン（マクラーレン）、片山右京（ティレル）らが続いた。先頭のヒルは15周目に最初のピットストップ。その3周後にシューマッハもピットストップを行い、ヒルとの順位を逆転してコースに復帰した。この間ベルガーが先頭に立ち、22周目にピットインするまでシューマッハの前を抑えた。
その間にレース審判団は「フォーメーションラップ中のシューマッハの追い抜き行為に対して、ピットレーンで5秒間のストップ&ゴーペナルティを科す」ことを決定し、ベネトンチームへ通告した。規定では3周以内にペナルティを受けなければならないが、ベネトン側は「レースタイムへの5秒加算」と思い込み、オフィシャルと議論する間もシューマッハにレースを続行させた。メインポストから即時ピットインを命じる黒旗が提示されたが、シューマッハは27周目まで先頭を走ってからピットへ戻り、5秒停止ペナルティを受けた。
再び先頭に立ったヒルは残り周回を危なげなく走り切り、父・グラハムが果たせなかった母国GP制覇を達成。表彰式ではプレゼンターとして来場したダイアナ妃から優勝杯を受け取った。シューマッハは18秒遅れの2位、1ストップ作戦を成功させたアレジが3位。最終ラップの最終コーナーでハッキネンとバリチェロがもつれ合い、マーシャルの押しがけでコースに戻ったハッキネンが4位、（最終ラップであることを知らず）ピットロードに戻ったバリチェロが5位となった。エンジンストールにより最後尾スタートとなったクルサードは6位まで挽回した。

### レース後

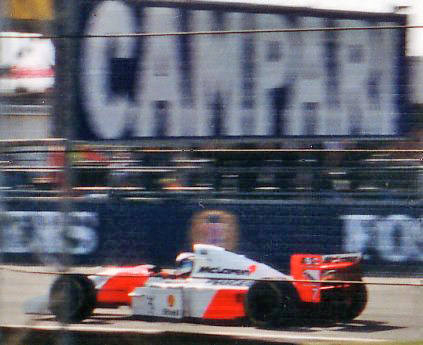
シューマッハの失格により3位になったミカ・ハッキネン（マクラーレン）

レース終了後、ペナルティを速やかに受理しなかったベネトンチームに対して2万5千ドルの罰金が命じられたが、発表されたリザルトではシューマッハの2位は有効とされた。
しかし、国際自動車連盟 (FIA) はシューマッハの度重なるレギュレーション違反行為、特に黒旗を無視した件を重く見て、事情聴取のため召還。シューマッハは「ベルガーの後ろで260km/hで走っており、縁石が邪魔で黒旗が見えなかった」と釈明した。
2週間後の7月26日、FIA世界モータースポーツ評議会は審判団の裁定を取り消し、チームへの罰金を50万ドルに増額。黒旗無視の過失によりイギリスGPのシューマッハを失格処分とし、加えて2レース出場停止にすると決定した。これによって3位以下の順位が繰り上がり、ティレルの片山が6位1ポイントを獲得した。また、イギリスGPの競技長も管理能力を問われ、1年間の資格停止処分を受けた。
ベネトンとシューマッハは司法組織である国際控訴裁判所 (ICA) へ異議申し立てを行い、結審日の7月29日までに開催されるドイツGP・ハンガリーGP・ベルギーGPへは暫定的にシューマッハの出場が認められた。7月29日の裁定でFIAの処分が確定し、シューマッハはイタリアGPとポルトガルGPを出場停止となった。
また、7月26日の世界モータースポーツ評議会では、ベネトン、フェラーリ、マクラーレンの3チームがレギュレーションに違反するトラクションコントロールシステム (TCS) の調査対象にあると発表された。ベネトンはTCSに相当する機能が確認されたが、実際に使用した証拠が得られぬため処分外とされた。ただし、技術委員会へプログラムコードを提出しなかったことで、ベネトンとマクラーレンは10万ドルの罰金を科せられた。
その他、イギリスGPの最終ラップで接触したハッキネンとバリチェロへは1レース出場停止（執行猶予3戦）が科された。ハッキネンは執行猶予期間中のドイツGPでも、スタート直後の多重接触事故の原因を作ったことで、次戦ハンガリーGPでは出場停止となった。

### 決勝結果
| 順位 | No | ドライバー                       | チーム                 | 周回 | タイム/リタイア | グリッド | ポイント |
| ---- | -- | -------------------------------- | ---------------------- | ---- | --------------- | -------- | -------- |
| 1    | 0  | デイモン・ヒル                   | ウィリアムズ・ルノー   | 60   | 1:30'03.640     | 1        | 10       |
| 2    | 27 | ジャン・アレジ                   | フェラーリ             | 60   | +1'08.128       | 4        | 6        |
| 3    | 7  | ミカ・ハッキネン                 | マクラーレン・プジョー | 60   | +1'40.659       | 5        | 4        |
| 4    | 14 | ルーベンス・バリチェロ           | ジョーダン・ハート     | 60   | +1'41.751       | 6        | 3        |
| 5    | 2  | デビッド・クルサード             | ウィリアムズ・ルノー   | 59   | +1 Lap          | 7        | 2        |
| 6    | 3  | 片山右京                         | ティレル・ヤマハ       | 59   | +1 Lap          | 8        | 1        |
| 7    | 30 | ハインツ＝ハラルド・フレンツェン | ザウバー・メルセデス   | 59   | +1 Lap          | 13       |          |
| 8    | 6  | ヨス・フェルスタッペン           | ベネトン・フォード     | 59   | +1 Lap          | 10       |          |
| 9    | 9  | クリスチャン・フィッティパルディ | フットワーク・フォード | 58   | +2 Laps         | 20       |          |
| 10   | 23 | ピエルルイジ・マルティニ         | ミナルディ・フォード   | 58   | +2 Laps         | 14       |          |
| 11   | 12 | ジョニー・ハーバート             | ロータス・無限ホンダ   | 58   | +2 Laps         | 21       |          |
| 12   | 26 | オリビエ・パニス                 | リジェ・ルノー         | 58   | +2 Laps         | 15       |          |
| 13   | 25 | エリック・ベルナール             | リジェ・ルノー         | 58   | +2 Laps         | 23       |          |
| 14   | 19 | オリビエ・ベレッタ               | ラルース・フォード     | 58   | +2 Laps         | 24       |          |
| 15   | 31 | デビッド・ブラバム               | シムテック・フォード   | 57   | +3 Laps         | 25       |          |
| 16   | 32 | ジャン＝マルク・グーノン         | シムテック・フォード   | 57   | +3 Laps         | 26       |          |
| DSQ  | 5  | ミハエル・シューマッハ           | ベネトン・フォード     | 60   | 失格            | 2        |          |
| Ret  | 24 | ミケーレ・アルボレート           | ミナルディ・フォード   | 48   | エンジン        | 17       |          |
| Ret  | 28 | ゲルハルト・ベルガー             | フェラーリ             | 32   | エンジン        | 3        |          |
| Ret  | 4  | マーク・ブランデル               | ティレル・ヤマハ       | 20   | ギアボックス    | 11       |          |
| Ret  | 20 | エリック・コマス                 | ラルース・フォード     | 12   | エンジン        | 22       |          |
| Ret  | 29 | アンドレア・デ・チェザリス       | ザウバー・メルセデス   | 11   | エンジン        | 18       |          |
| Ret  | 10 | ジャンニ・モルビデリ             | フットワーク・フォード | 5    | エンジン        | 16       |          |
| Ret  | 11 | アレッサンドロ・ザナルディ       | ロータス・無限ホンダ   | 4    | エンジン        | 19       |          |
| Ret  | 8  | マーティン・ブランドル           | マクラーレン・プジョー | 0    | エンジン        | 9        |          |
| Ret  | 15 | エディ・アーバイン               | ジョーダン・ハート     | 0    | エンジン        | 12       |          |

- No.5は黒旗を無視して走行を続けたため失格。